# تحقيقات بوارو
تحقيقات بوارو، وهي مجموعة قصصية قصيرة كتبتها أجاثا كريستي، ونُشرت لأول مرة في المملكة المتحدة من قبل دار النشر رئيس بدلي في مارس عام 1924. يحل المحقق الشهير غريب الأطوار هيركيول بوارو خلال أحد عشر قصة، مجموعة متنوعة من الألغاز التي تشمل الجشع والغيرة والانتقام. تضمنت النسخة الأمريكية من هذا الكتاب، التي نشرتها شركة دود وميد في عام 1925، ثلاث قصص أخرى. أظهرت الطبعة الأولى في المملكة المتحدة توضيحًا لشخصية بوارو في كتاب سترة الغبار لدبليو. سميثسون برودهيد، أُعيدت طباعة الكتاب من العدد الذي نُشر في 21 مارس عام 1923 من مجلة «ذا سكيتش».
والقصص هي:
- مأساة في ضيعة مارسدن الإقطاعية
- مغامرة النجم الغربي
- مغامرة الشقة الرخيصة
- اللغز في نُزل الصيادين
- سرقة سندات المليون دولار
- مغامرة المقبرة الفرعونية
- سرقة المجوهرات في فندق غراند متروبوليتان
- رئيس الوزراء المخطوف
- مغامرة النبيل الإيطالي
- قضية الوصية المفقودة
- اختفاء السيد ديفنهايم

## ملخصات الحبكة

### مغامرة النجمة الغربية
يحظى بوارو بزيارة من السيدة ماري مارفيل، النجمة السينمائية الأمريكية الشهيرة، خلال زيارتها إلى لندن. وقد تلقت ثلاث رسائل سلمها إليها رجل صيني، يحذرها فيها من إعادة جوهرة الماس الرائعة، «النجمة الغربية»، إلى حيث جاءت -عين المعبود اليسرى- قبل اكتمال القمر التالي. قدم زوجها غريغوري رولف، الذي اشتراها من رجل صيني في سان فرانسيسكو، الجوهرة لماري منذ ثلاث سنوات. سيبقى الزوجان في ياردلي تشيس، في منزل اللورد والليدي ياردلي، حيث يكون القمر مكتملًا، لمناقشة صناعة فيلم هناك، وتكون ماري مصممة على الذهاب مع الألماسة. يتذكر كل من بوارو وهستينغز ثرثرة المجتمع منذ ثلاث سنوات، والتي ربطت بين رولف والليدي ياردلي. يمتلك الزوجين أيضًا ألماسةً متطابقةً أُخذت من العين اليمنى للمعبود -نجمة الشرق. خرج بوارو بعد أن غادرت ماري، وتلقى هستينغز زيارة من الليدي ياردلي، والتي نصحتها صديقتها ماري كافينديش بزيارة بوارو. يستنتج هستينغز أنها أيضًا تلقت رسائل تحذير. يخطط زوجها لبيع جوهرتهم لأنه مدين. عندما يعلم بوارو بهذا الأمر، يقوم بالترتيب لزيارة ياردلي تشيس، ويتواجد هناك عندما تنطفئ الأنوار، وتتعرض الليدي ياردلي للهجوم من قبل رجل صيني وتُسرق جوهرتها. في اليوم التالي، سُرقت جوهرة ماري من فندقها في لندن. يجري بوارو تحقيقاته ويعيد جوهرة ياردلي إليهم.

## نبذة قصيرة

### مأساة في ضيعة مارسدن الإقطاعية (The Tragedy at Marsdon Manor)
خرافة يتداولها أهل القرية مفادها أن هناك شبح مسؤول عن جريمة القتل، هل سيصدق بوارو هذه الخرافة ويتوقف عن بحثه عن الحقيقة

### مغامرة النجم الغربي (The Adventure of the Western Star)
يقوم بوارو بالتحري عن رسائل تهديد وردت للممثلة السينمائية البلجيكية «ماري مارفل» ليكتشف أن هذه الرسائل تُخفي ورائها جرائم ابتزاز واحتيال

### مغامرة الشقة الرخيصة (The Adventure of the Cheap Flat)
في هذة القضية يصل عميل من مكتب التحقيقات الفيدرالي إلى لندن ليتعقب أحد الجواسيس ولكن هل سيتم إنجاز المهمة بدون مساعدة بوار

### اللغز في نُزل الصيادين (The Mystery of Hunter's Lodge)
تتم دعوة هستنغز وبوارو للإقامة خلال رحلة للصيد فتحدث جريمة يتخللها الغموض في أحداثها

### سرقة سندات المليون دولار (The Million Dollar Bond Robbery)
على متن الباخرة العظيمة الملكة ماري، تتم عملية نقل سندات الحرية التي تقدر قيمتها بمليون دولار، يرافقها بوارو لحمايتها، بعد سلسلة أحداث غريبة تعرض لها نائب مدير المصرف وسنرى إن كان بوارو قادرًا على منع السرقة المرتقبة أم لا

### مغامرة المقبرة الفرعونية (The Adventure of the Egyptian Tomb)
سلسلة غريبة من الأحداث انتهت بموت مجموعة من الأشخاص في أعقاب اكتشاف وفتح قبر فرعوني

### سرقة المجوهرات في فندق غراند متروبوليتان (The Jewel Robbery at the Grand Metropolitan)
يتم سرقة مجوهرات خلال ليلة افتتاح إحدى المسرحيات، الطريقة التي تمت بها السرقة تكاد تكون مستحيلة، لكن لا شيء يصعب حله على بوارو

### رئيس الوزراء المخطوف (The Kidnapped Prime Minister)
قُبيل انعقاد مؤتمر لقادة أوروبا في باريس، يتم اختطاف رئيس الوزراء الإنجليزي، ولضيق الوقت يتم استدعاء بوارو للبحث عنه

### مغامرة النبيل الإيطالي (The Adventure of the Italian Nobleman)
بوارو وهستنغز في غرفتهم مع جارهم القريب، الطبيب هوكر، وعندما يصل رجل الطب مع رسالة الزبون، أحدهم يهاتف الطبيب، ويصرخ طلبًا للمساعدة، ماذا سيفعل بوارو حيال هذا الأمر؟

### قضية الوصية المفقودة (The Case of the Missing Will)
رجل ميئوس من شفائه يطلب من بوارو أن يكون المنفذ لوصيته الجديدة ولكن يتم قتله قبل أن يتمكن من الكتابة عنها، ويتم اكتشاف أن الوصية القديمة قد سُرقت

### اختفاء السيد ديفينهايم (The Disappearance of Mr Davenheim)
يحاول بوارو حل اللغز وراء الاختفاء الغامض لرجل المصارف السيد «ماثيو دايفينهايم» لكن الغريب في هذة القضية أن بوارو يقوم بحل كل الملابسات في هذة القضية وهو جالس في شقته

## الترجمة العربية
- تحريات بوارو - مكتبة جرير.[4]
- لعنة الفراعنة وقصص أخرى - دار النجمة للنشر والوزيع.[5]
- اختطاف رئيس الوزراء - ترجمة محمد عبد المنعم جلال، المركز العربي للنشر والتوزيع.[6]
- ذات القناع الاسود - دار ميوزيك للنشر.[7]

#### مغامرة المقبرة الفرعونية (The Adventure of the Egyptian Tomb)
قام مازن نفاع بترجمة القصة تحت عنوان«أسرار المدافن المصرية» ونشرت مع مجموعة قصص أخرى في المجموعة القصصية «أسرار المدافن المصرية» اصدرت ضمن منشورات دارعلاء الدين.